# آرماندو پرنا
آرماندو پرنا (انگلیسی: Armando Perna؛ زادهٔ ۲۵ آوریل ۱۹۸۱) بازیکن فوتبال اهل ایتالیا است.
از باشگاه‌هایی که در آن بازی کرده‌است می‌توان به باشگاه فوتبال مودنا، باشگاه فوتبال پارما، باشگاه فوتبال سالرنیتانا، باشگاه فوتبال اودینزه، باشگاه فوتبال پادوا، باشگاه فوتبال لیورنو، و باشگاه فوتبال پالرمو اشاره کرد.